# Dåstrup Sogn
Dåstrup Sogn 
ist eine Kirchspielsgemeinde (dän.: Sogn)
auf der Insel Sjælland im südlichen Dänemark.
Bis 1970 gehörte sie zur Harde Ramsø Herred im damaligen Københavns Amt (bis 1808: Roskilde Amt), danach zur Ramsø Kommune im „neuen“ Roskilde Amt, die im Zuge der  Kommunalreform zum 1. Januar 2007 in der Roskilde Kommune in der Region Sjælland aufgegangen ist.
Im Kirchspiel leben 1604 Einwohner (Stand: 1. Januar 2023).
Im Kirchspiel liegt die Kirche „Dåstrup Kirke“.
Nachbargemeinden sind im Osten Syv Sogn und Ørsted Sogn, ferner in der südlich gelegenen Køge Kommune im Südosten Ejby Sogn und im Süden Borup Sogn und in der westlich gelegenen Lejre Kommune im Westen Osted Sogn und im Norden Rorup Sogn.